# Voortplantingssysteem
Het voortplantingssysteem bij dieren is het orgaansysteem binnen een organisme dat bestaat uit het geslachtsorgaan, hormonen en feromonen die samenwerken ten behoeve van de voortplanting.
De mannelijke en vrouwelijke geslachtsorganen van een gegeven soort zijn onderling duidelijk verschillend. Dit verschil zorgt voor diversiteit in genetisch materiaal tussen de mannelijke en vrouwelijke individuen, hetgeen, na de paring, de kans op genetisch fit nageslacht vergroot.
De belangrijkste organen van het menselijke voortplantingssysteem zijn de mannelijke externe (zichtbare) genitalia (penis, scrotum) en de vrouwelijke vulva, naast interne (aan het oog onttrokken) vrouwelijke organen, zoals de eileiders, die de vrouwelijke gameten produceren, en de baarmoeder. Ziektes behorende bij de voortplantingsorganen zijn met name seksueel overdraagbare aandoeningen.
De meeste andere gewervelden hebben doorgaans vergelijkbare voortplantingsorganen, bestaande uit testikels, buizen en openingen. Er is wel sprake van een grote variatie in uiterlijk voorkomen van de voortplantingsorganen, en in voortplantingsstrategieën tussen de verschillende soorten.

## Menselijk voortplantingssysteem

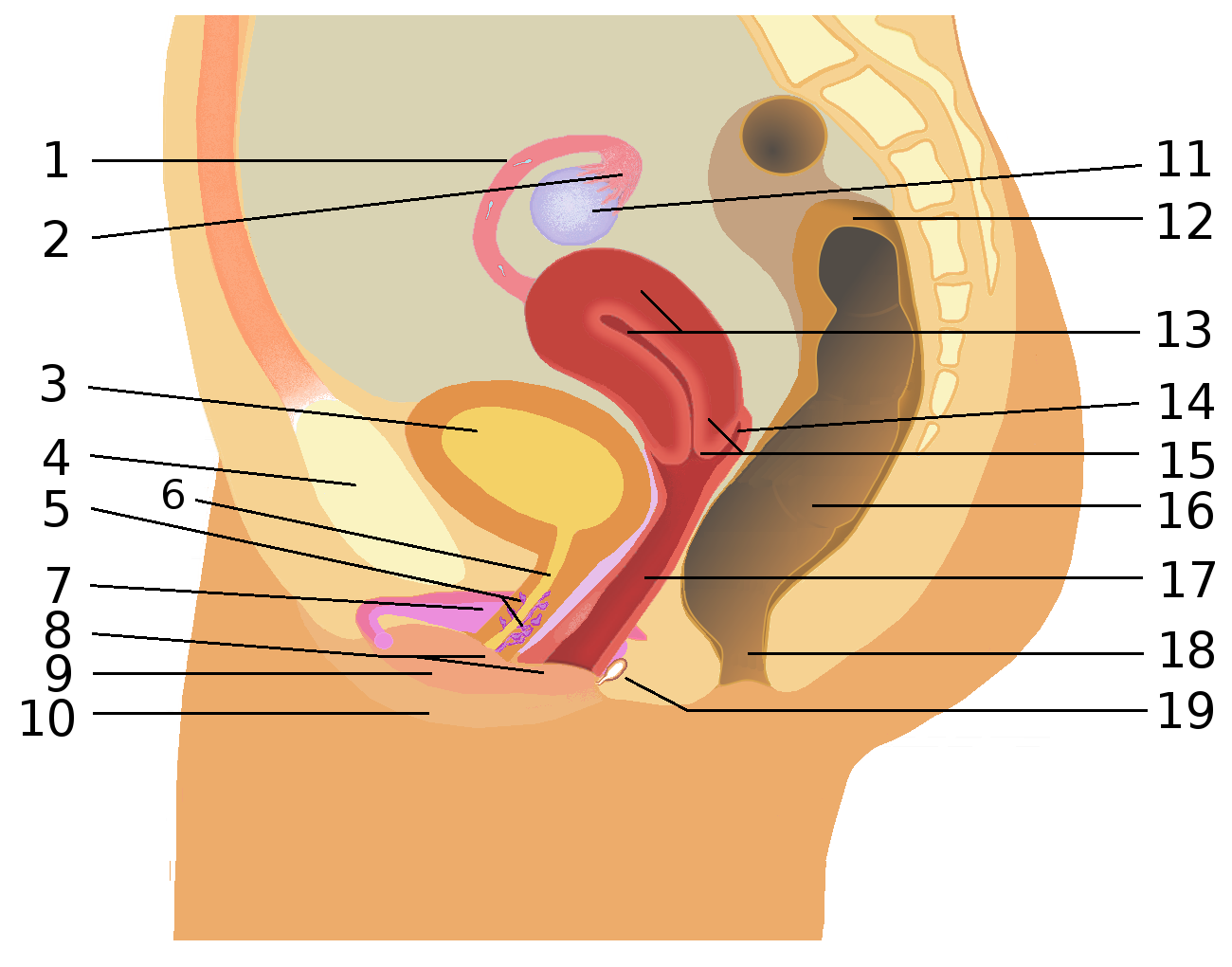
Vrouwelijk urogenitale stelsel. 1. eileider, 2. fimbriae, 3. urineblaas, 4. schaambeen, 5. G-plek, 6. urinebuis, 7. clitoris, 8. vestibulum vaginae, 9. binnenste schaamlippen, 10. buitenste schaamlippen, 11. eierstok, 12. dikke darm, 13. baarmoeder, 14. fornix uteri, 15. baarmoederhals, 16. endeldarm, 17. vagina, 18. anus, 19. klier van Bartholin

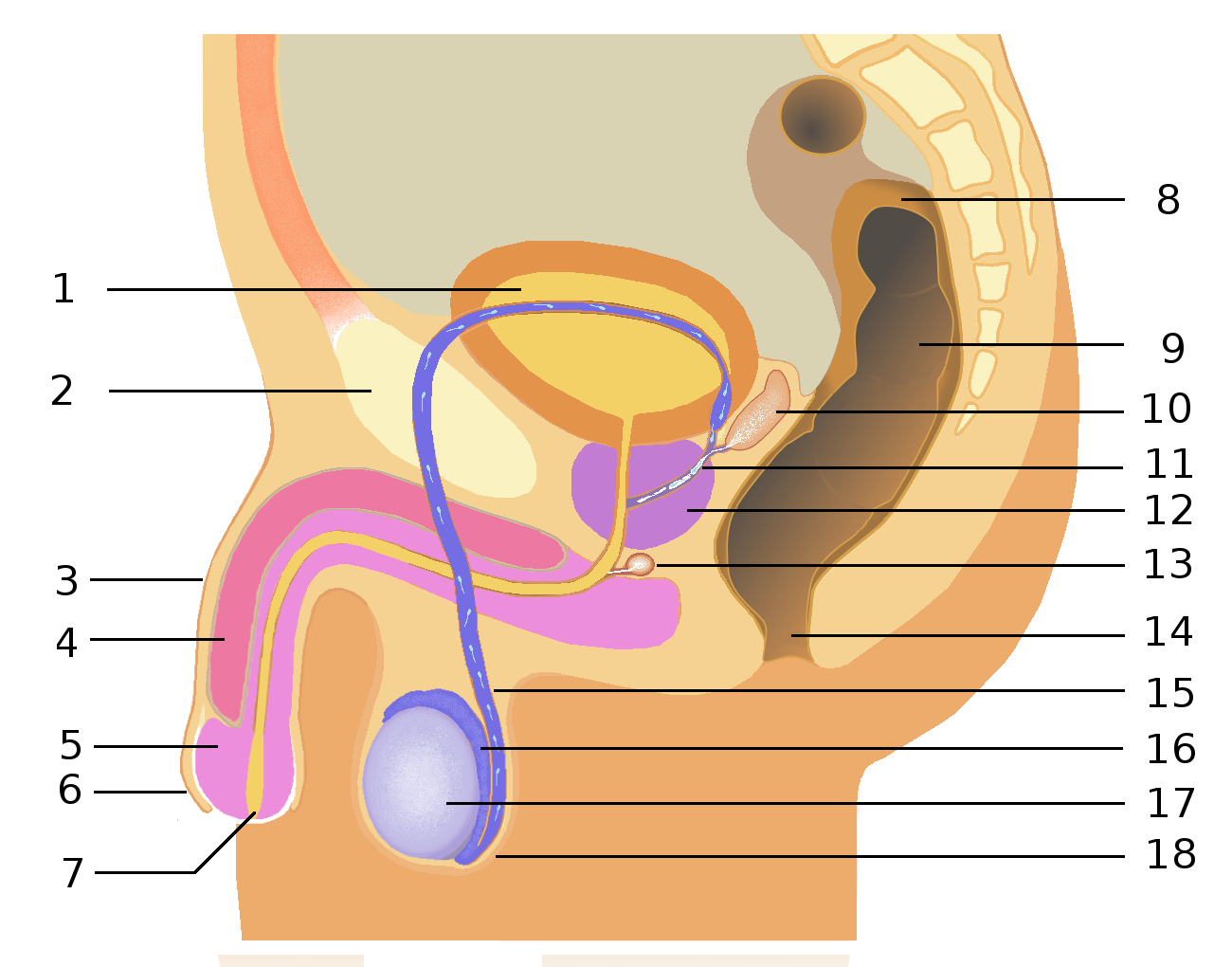
Mannelijk urogenitale stelsel. 1. urineblaas, 2. schaambeen, 3. penis, 4. corpus cavernosum penis, 5. glans, 6. voorhuid, 7. urinebuismond (meatus), 8. colon sigmoideum, 9. rectum, 10. zaadblaas, 11. ejaculatiekanaal, 12. prostaat, 3. Cowperse klier, 14.anus, 15. zaadleider, 16. bijbal, 17. teelbal, 18.scrotum

Menselijke voortplanting vindt plaats via interne bevruchting, tijdens de vaginale geslachtsgemeenschap. Tijdens dit proces wordt de stijve penis van de man ingebracht in de vrouwelijke vagina, totdat de man ejaculeert. Hierbij wordt sperma in de vagina gespoten. Het sperma vindt, via de vagina en baarmoederhals, zijn weg naar de eileider, waar de bevruchting van de eicel plaatsvindt.
Na de bevruchting nestelt de gevormde zygote zich in de baarmoeder. In de baarmoeder vindt de groei van zygote naar embryo, en vervolgens van embryo naar foetus plaats. Het gehele proces van groei en ontwikkeling van bevruchte eicel tot voldragen foetus duurt ongeveer 9 maanden (38 weken). Deze draagtijd wordt bij mensen de zwangerschap genoemd en eindigt met de bevalling.
Het mannelijk en vrouwelijk menselijk lichaam vertonen, naast de voortplantingsorganen en de secundaire geslachtskenmerken, onderling een hoog niveau van seksuele differentiatie (hormoonwerking, lichaamsbouw, spierkracht). Daardoor zijn ook de mannelijke en vrouwelijke biologische psychologie en daaraan gerelateerd gedrag onderling verschillend.

### Mannelijk voortplantingssysteem
Het menselijk mannelijk reproductief systeem is een serie van organen die zich buiten het lichaam, ter hoogte van de bekken bevinden. De primaire directe functie van dit systeem is de aanmaak van de spermatozoa (mannelijke gameten), ten behoeve van de bevruchting van de vrouwelijke eicel (ovum).
Belangrijke secundaire, mannelijke karakteristieken zijn: grotere, gespierdere bouw, verlaagde stem, gezichts- en lichaamsbeharing, brede schouders, en de ontwikkeling van de adamsappel. Een belangrijk mannelijk hormoon is androgeen, in het bijzonder testosteron.
De (evolutie van) de mannelijke penis wijkt in vorm en bouw sterk af van die van de evolutionaire, genetische verwanten van Homo sapiens, de primaten. Onderzoeken naar details zijn nog jong.
Alleen het geslachtsorgaan van de mannelijke Homo sapiens vertoont de specifieke, paddenstoelvormige eikel, verbonden met de schacht door een dun weefsel van frenulum (het tere gedeelte van de huid recht onder de urinebuis). Het geslachtsorgaan van chimpansees, gorilla's en orang-oetans heeft een minder fallische vorm, het is min of meer slechts een schacht. De meest onderscheidende karakteristiek van de menselijke penis is niet de eikel zelf, maar de kroonrug die eronder gevormd wordt. De diameter van de eikel waar die vastzit aan de schacht is wijder dan de schacht zelf. Dit resulteert in een kroonbrug langs de gehele omtrek van de schacht - iets dat Gallup, door middel van reverse engineering, uitlegde als een belangrijke evolutionaire aanwijzing over het ontstaan van de mannelijke penis. MRI-studies van heteroseksuele parende koppels tonen aan dat tijdens de vaginale geslachtsgemeenschap de typische penis volledig uitzet, de gehele schede bezet, en soms zelfs tot aan de baarmoederhals komt en deze optilt.
Dit gecombineerd met de relatief grote kracht waarmee de menselijke ejaculatie plaatsvindt, over een relatief grote afstand (tot zestig centimeter in de open lucht), suggereert dat mannen "evolutionair zijn ontworpen" om hun zaad zo ver mogelijk in het achterste einde van de vagina te brengen. En dus, suggereren Gallup & R. Burch in een theoretisch, hypothetisch stuk, gepubliceerd in het kwartaaltijdschrift Evolutionary Psychology in 2004, dat "een langere penis niet alleen een voordeel oplevert bij het brengen van het sperma in een moeilijk bereikbaar gedeelte van de vagina, maar door deze te vullen zorgt het er ook voor dat zaad dat door andere mannen is aangebracht wordt tegengehouden en zo de kans op de eigen voortplanting vergroot".

## Dieren
Het bepalen van het geslacht van een (jong) dier aan de hand van de geslachtsorganen heet seksen.